# كريس هاريل
كريس هاريل (بالإنجليزية: Chris Harrell)‏ هو لاعب كرة قدم أمريكية أمريكي، ولد في 29 يناير 1983 في كليفلاند في الولايات المتحدة.